# Порт-Толбот Таун
«Порт-Толбот Таун» — валлийский футбольный клуб, представляющий город Порт-Толбот. В настоящий момент выступает в премьер-лиге Уэльса. Основан в 1901 году, домашние матчи проводит на стадионе «Виктория Роуд», который вмещает 6 000 зрителей. Главным достижением клуба является выход в финал в Кубке валлийской лиги в 2006 году.

## Достижения
- Кубок валлийской лиги:
  - Финалист (1): 2005/06.